# Ахмадия (медресе)
«Ахмадия» — медресе, среднее учебное заведение, действовавшее в XIX—XX веках в селе Лаклы Златоустовского уезда Уфимской губернии.

## История
Медресе было основано при соборной мечети в XIX веке в деревне Лаклы Златоустовского уезда.
К началу XX века медресе размещалось в нескольких зданиях: соборной мечети с двумя залами, несколько учебных зданий, пансионат, кухня и другие здания хозяйственного и бытового назначения.
Согласно документальным сведениям Лаклинское медресе обслуживало всё башкирское население Златоустовского уезда: Насибашевской, Нижнекигинской, 2-й Айлинской, Белокатайской, Большекущинской волостей и подавляющее большинство Тарнаклинской волости. А население селений Дуван-Мечетлинской, Мурзаларской и три селения Тарнаклинской волости — медресе при деревне Ариево.
В 1912 году местными властями был отклонён устав благотворительного общества при медресе «Ахмадия».
В советское время в здании медресе была организована «школа крестьянской молодежи», а после преобразована в 7-летнюю школу.
Здание сельской соборной мечети в 1968 году было признано архитектурным памятником.

## Обучение
Программа обучения в медресе «Ахмадия» соответствовала программам подобных образовательных учреждений городов Троицка, Казани и Оренбурга.
Если до 1908 года продолжительность обучения в Лаклинском медресе составляла 4 года, то после строительства его нового здания достигла 7 лет. Обучение в медресе «Ахмадия» состояло из двух ступеней: первая ступень — учёба в мектебе или в русско-башкирской школе — 4 года, а вторая ступень — учёба в отдельных классах (шакирды делились на 3 группы). Все шакирды второй ступени медресе проживали в пансионате.

### Преподаватели
- Ахмедсафа Багаутдинов (мударрис);
- Шакирьян Габдулвалиев;
- Махмутьян Султангареев;
- Рахимкул Габдулвалиев;
- Мухаметсадыккарый Сайфетдияров.